# Leichtathletik-Weltmeisterschaften 1999/400 m der Frauen

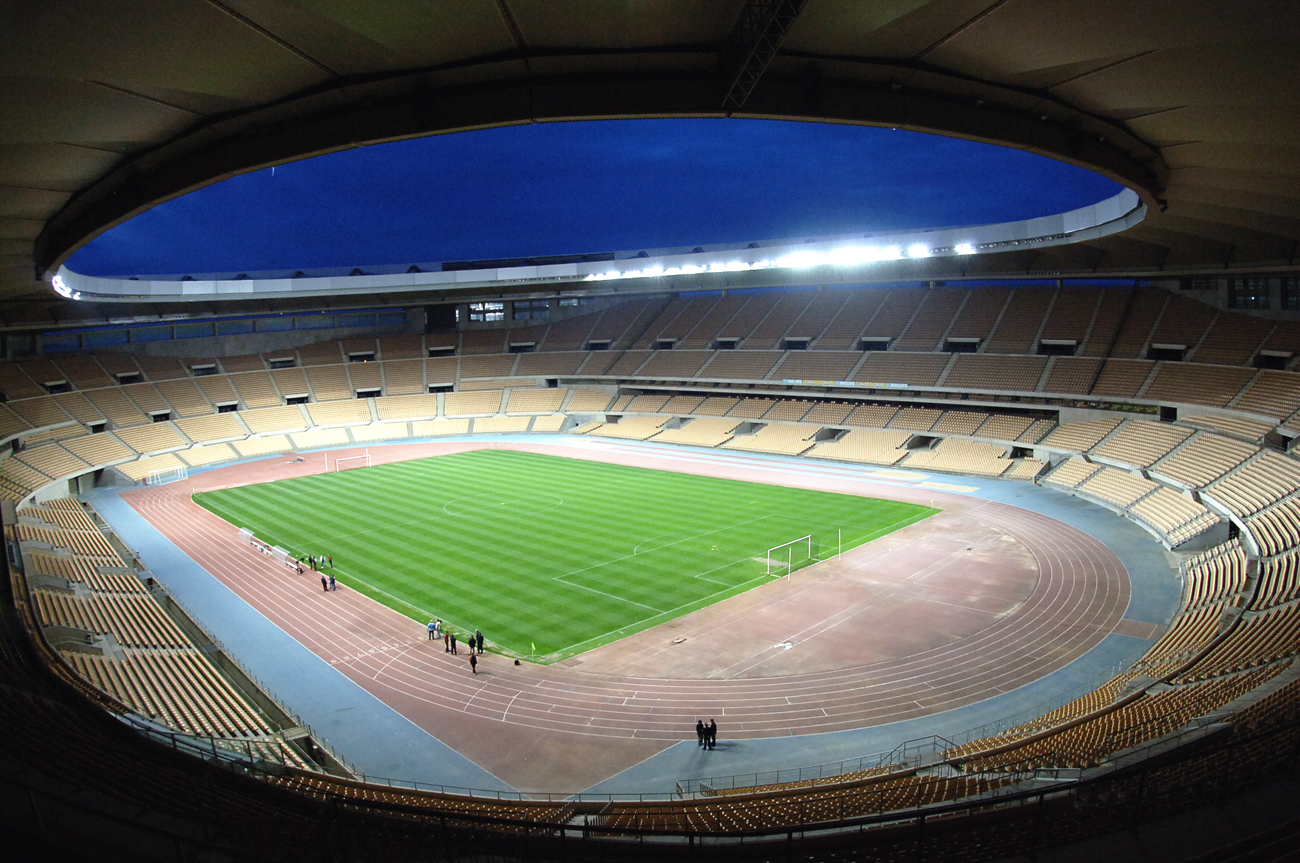
Das Olympiastadion von Sevilla im Jahr 2011

Der 400-Meter-Lauf der Frauen bei den Leichtathletik-Weltmeisterschaften 1999 wurde vom 22. bis 26. August 1999 im Olympiastadion der spanischen Stadt Sevilla ausgetragen.
Weltmeisterin wurde die australische Titelverteidigerin und Olympiazweite von 1996 Cathy Freeman, die bei den Weltmeisterschaften 1995 außerdem Bronze mit der 4-mal-100-Meter-Staffel ihres Landes gewonnen hatte. Den zweiten Rang belegte die Deutsche Anja Rücker, die zuvor mehrere Medaillen mit ihrer 4-mal-400-Meter-Staffel gewonnen hatte: WM 1997: Gold / OS 1996: Bronze / EM 1994: Bronze. Auch hier in Sevilla gab es am Schlusstag noch einmal Staffel-Bronze für Anja Rücker. Auf den dritten Platz kam Lorraine Graham aus Jamaika. Sie hatte bei den Weltmeisterschaften 1997 als Mitglied der jamaikanischen 4-mal-400-Meter-Staffel Bronze errungen.

## Bestehende Rekorde
| Weltrekord | 47,60 s | Marita Koch           | Canberra, Australien          | 6. Oktober 1985 |
| WM-Rekord  | 47,99 s | Jarmila Kratochvílová | WM 1983 in Helsinki, Finnland | 10. August 1983 |

Der seit den ersten Weltmeisterschaften 1983 bestehende WM-Rekord wurde hier in Sevilla um 1,68 Sekunden verfehlt. Nur die drei Medaillengewinnerinnen Cathy Freeman, Anja Rücker und Lorraine Graham blieben unter der Marke von fünfzig Sekunden.
Es wurden vier Landesrekorde aufgestellt:
- 51,68 s – Claudine Komgang (Komoren), 4. Vorlauf am 22. August
- 51,90 s – Kaltouma Nadjina (Tschad), 5. Vorlauf am 22. August
- 53,25 s – Grace Dinkins (Liberia), 7. Vorlauf am 22. August
- 50,77 s – Amy Mbacké Thiam (Senegal), 2. Halbfinale am 24. August

## Vorrunde
Die Vorrunde wurde in sieben Läufen durchgeführt. Die ersten vier Athletinnen pro Lauf – hellblau unterlegt – sowie die darüber hinaus vier zeitschnellsten Läuferinnen – hellgrün unterlegt – qualifizierten sich für das Viertelfinale.

### Vorlauf 1
22. August 1999, 20:05 Uhr
| Platz | Name                | Nation      | Zeit    |
| ----- | ------------------- | ----------- | ------- |
| 1     | Grit Breuer         | Deutschland | 51,13 s |
| 2     | Michelle Collins    | USA         | 51,14 s |
| 3     | Ana Guevara         | Mexiko      | 51,23 s |
| 4     | Virna De Angeli     | Italien     | 52,60 s |
| 5     | Leanie Van Der Walt | Südafrika   | 53,53 s |
| 6     | Zoila Stewart       | Costa Rica  | 54,55 s |
| 7     | Yelena Piskunova    | Usbekistan  | 55,44 s |

### Vorlauf 2
22. August 1999, 20:12 Uhr
| Platz | Name                  | Nation          | Zeit    |
| ----- | --------------------- | --------------- | ------- |
| 1     | Maicel Malone-Wallace | USA             | 51,13 s |
| 2     | Lorraine Graham       | Jamaika         | 51,32 s |
| 3     | Uta Rohländer         | Deutschland     | 51,87 s |
| 4     | Francine Landre       | Frankreich      | 52,07 s |
| 5     | Tonique Williams      | Bahamas         | 52,95 s |
| 6     | Swetlana Bodrizkaja   | Kasachstan      | 53,74 s |
| 7     | Ann Mooney            | Papua-Neuguinea | 57,30 s |

### Vorlauf 3
22. August 1999, 20:19 Uhr
| Platz | Name               | Nation     | Zeit        |
| ----- | ------------------ | ---------- | ----------- |
| 1     | Charity Opara      | Nigeria    | 51,42 s     |
| 2     | Natalja Nasarowa   | Russland   | 52,25 s     |
| 3     | Jitka Burianová    | Tschechien | 52,49 s     |
| 4     | Damayanthi Darsha  | Sri Lanka  | 52,68 s     |
| 5     | Tracey Barnes      | Jamaika    | 53,41 s     |
| 6     | Kristina Perica    | Kroatien   | 53,52 s     |
| 7     | Diala El Chab      | Libanon    | 57,22 s     |
| 8     | Donata Mutegwamaso | Ruanda     | 1:00,04 min |

### Vorlauf 4
22. August 1999, 20:26 Uhr
| Platz | Name             | Nation         | Zeit       |
| ----- | ---------------- | -------------- | ---------- |
| 1     | Falilat Ogunkoya | Nigeria        | 51,43 s    |
| 2     | Amy Mbacké Thiam | Senegal        | 51,59 s    |
| 3     | Claudine Komgang | Komoren        | 51,68 s NR |
| 4     | Karen Shinkins   | Irland         | 52,12 s    |
| 5     | Carmo Tavares    | Portugal       | 52,74 s    |
| 6     | Louise Ayétotché | Elfenbeinküste | 55,44 s    |
| 7     | Hazel-Ann Regis  | Grenada        | 57,64 s    |

### Vorlauf 5
22. August 1999, 20:33 Uhr
| Platz | Name                   | Nation              | Zeit       |
| ----- | ---------------------- | ------------------- | ---------- |
| 1     | Katharine Merry        | Großbritannien      | 51,48 s    |
| 2     | Helena Fuchsová        | Tschechien          | 51,71 s    |
| 3     | Kaltouma Nadjina       | Tschad              | 51,90 s NR |
| 4     | Susan Andrews          | Australien          | 51,99 s    |
| 5     | Otilia Ruicu           | Rumänien            | 52,04 s    |
| 6     | Chen Yuxiang           | Volksrepublik China | 52,76 s    |
| 7     | Maritza Figueroa       | Nicaragua           | 57,64 s    |
| DNS   | Ony Paule Ratsimbazafy | Madagaskar          |            |

### Vorlauf 6
22. August 1999, 20:40 Uhr
| Platz | Name             | Nation                  | Zeit    |
| ----- | ---------------- | ----------------------- | ------- |
| 1     | Cathy Freeman    | Australien              | 51,49 s |
| 2     | Olabisi Afolabi  | Nigeria                 | 51,50 s |
| 3     | Olga Kotljarowa  | Russland                | 51,70 s |
| 4     | Mireille Nguimgo | Kamerun                 | 51,89 s |
| 5     | Donna Fraser     | Großbritannien          | 52,38 s |
| 6     | Lisette Ferri    | Spanien                 | 54,50 s |
| 7     | Dijana Kojic     | Bosnien und Herzegowina | 56,08 s |

### Vorlauf 7
22. August 1999, 20:47 Uhr
| Platz | Name              | Nation      | Zeit                             |
| ----- | ----------------- | ----------- | -------------------------------- |
| 1     | Anja Rücker       | Deutschland | 51,09 s                          |
| 2     | Suziann Reid      | USA         | 51,94 s                          |
| 3     | Claudine Williams | Jamaika     | 52,01 s                          |
| 4     | Foy Williams      | Kanada      | 52,07 s                          |
| 5     | Grace Dinkins     | Liberia     | 53,25 s NR                       |
| 6     | Melissa Straker   | Barbados    | 53,97 s                          |
| DSQ   | Lee Naylor        | Australien  | IAAF Rule 163.3 – Bahnübertreten |
| DSQ   | Haoulatta Ahmed   | Komoren     | IAAF Rule 162.8 – Fehlstart      |

## Viertelfinale
5. August 1999, 17:35 Uhr
Aus den vier Viertelfinalläufen qualifizierten sich die jeweils ersten vier Athletinnen – hellblau unterlegt – für das Halbfinale.

### Viertelfinallauf 1
23. August 1999, 20:15 Uhr
| Platz | Name              | Nation         | Zeit (s) |
| ----- | ----------------- | -------------- | -------- |
| 1     | Charity Opara     | Nigeria        | 50,82    |
| 2     | Katharine Merry   | Großbritannien | 50,86    |
| 3     | Helena Fuchsová   | Tschechien     | 51,18    |
| 4     | Suziann Reid      | USA            | 51,19    |
| 5     | Claudine Williams | Jamaika        | 51,40    |
| 6     | Otilia Ruicu      | Rumänien       | 51,86    |
| 7     | Mireille Nguimgo  | Kamerun        | 51,98    |
| 8     | Foy Williams      | Kanada         | 54,34    |

### Viertelfinallauf 2
23. August 1999, 20:21 Uhr
| Platz | Name             | Nation              | Zeit (s) |
| ----- | ---------------- | ------------------- | -------- |
| 1     | Anja Rücker      | Deutschland         | 50,62    |
| 2     | Michelle Collins | USA                 | 50,75    |
| 3     | Lorraine Graham  | Jamaika             | 51,02    |
| 4     | Olga Kotljarowa  | Russland            | 51,21    |
| 5     | Claudine Komgang | Komoren             | 51,73    |
| 6     | Susan Andrews    | Australien          | 52,05    |
| 7     | Karen Shinkins   | Irland              | 52,08    |
| 8     | Chen Yuxiang     | Volksrepublik China | 52,93    |

### Viertelfinallauf 3
23. August 1999, 20:27 Uhr
| Platz | Name             | Nation      | Zeit (s) |
| ----- | ---------------- | ----------- | -------- |
| 1     | Grit Breuer      | Deutschland | 50,41    |
| 2     | Olabisi Afolabi  | Nigeria     | 50,47    |
| 3     | Cathy Freeman    | Australien  | 50,49    |
| 4     | Ana Guevara      | Mexiko      | 51,08    |
| 5     | Francine Landre  | Frankreich  | 52,07    |
| 6     | Kaltouma Nadjina | Tschad      | 52,57    |
| 7     | Virna De Angeli  | Italien     | 52,78    |
| 8     | Carmo Tavares    | Portugal    | 52,86    |

### Viertelfinallauf 4

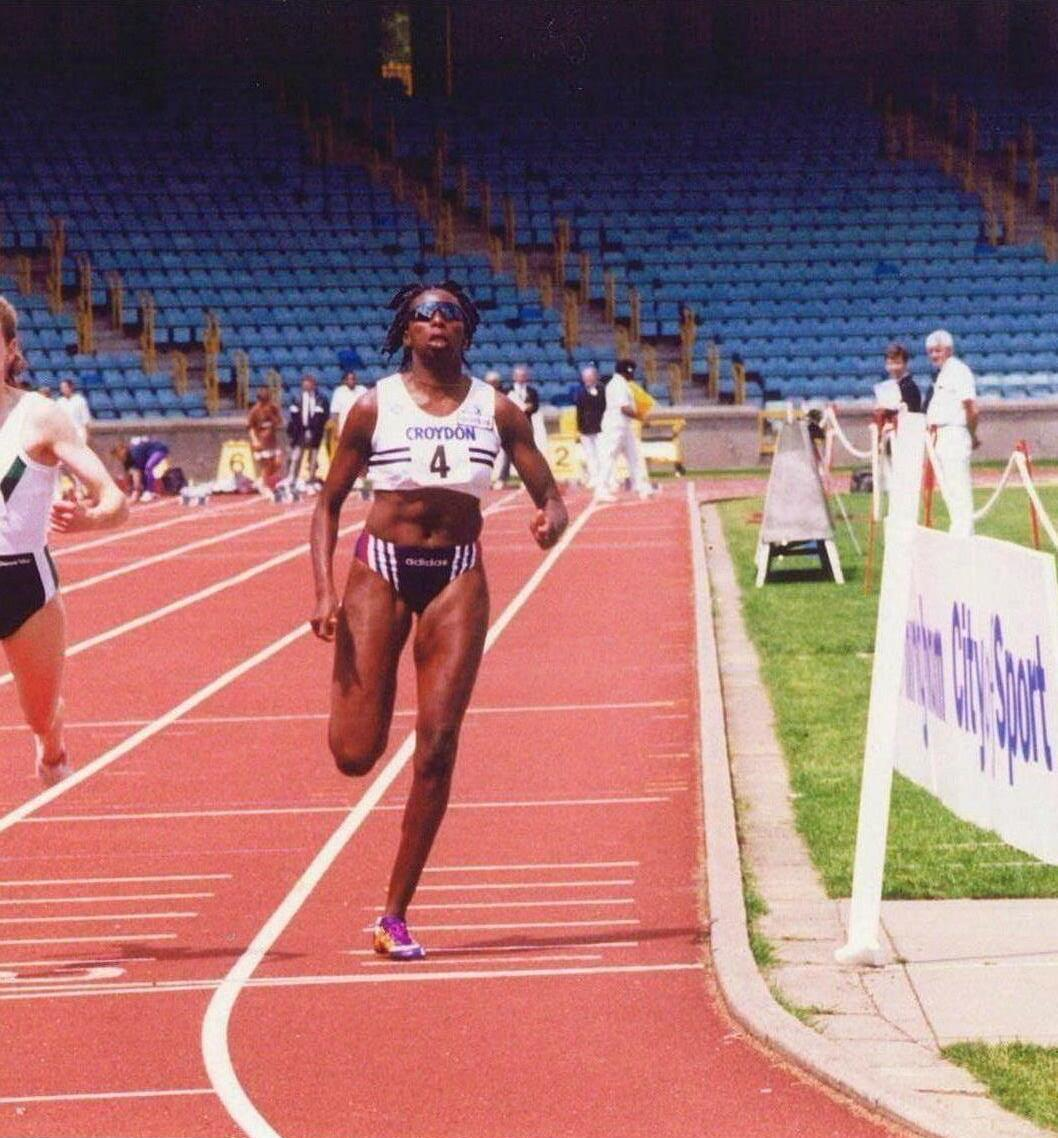
Mit ihren 52,01 s erreichte Donna Fraser nicht das Halbfinale

23. August 1999, 20:33 Uhr
| Platz | Name                  | Nation         | Zeit (s) |
| ----- | --------------------- | -------------- | -------- |
| 1     | Falilat Ogunkoya      | Nigeria        | 50,59    |
| 2     | Natalja Nasarowa      | Russland       | 50,77    |
| 3     | Maicel Malone-Wallace | USA            | 50,82    |
| 4     | Amy Mbacké Thiam      | Senegal        | 51,05    |
| 5     | Uta Rohländer         | Deutschland    | 51,45    |
| 6     | Donna Fraser          | Großbritannien | 52,01    |
| 7     | Jitka Burianová       | Tschechien     | 52,52    |
| 8     | Damayanthi Darsha     | Sri Lanka      | 53,33    |

## Halbfinale
Aus den beiden Halbfinalläufen qualifizierten sich die jeweils ersten vier Athletinnen – hellblau unterlegt – für das Finale.

### Halbfinallauf 1

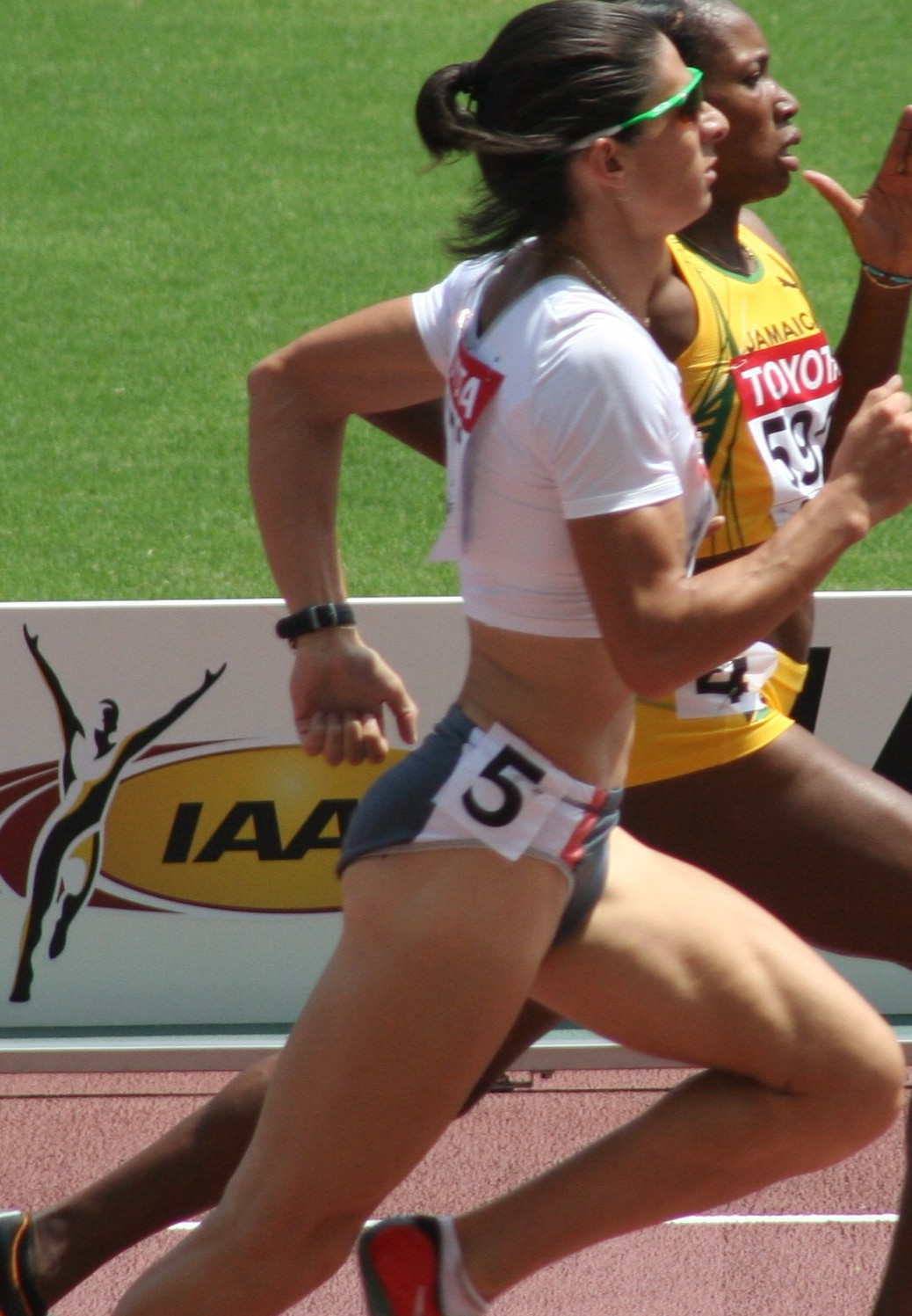
Noch hatte Ana Guevara (vorn, weißes Trikot) nicht die Leistungsstärke kommender Jahre und schied mit 50,70 s im Halbfinale aus

24. August 1999, 20:05 Uhr
| Platz | Name             | Nation      | Zeit (s) |
| ----- | ---------------- | ----------- | -------- |
| 1     | Falilat Ogunkoya | Nigeria     | 49,96    |
| 2     | Lorraine Graham  | Jamaika     | 50,05    |
| 3     | Anja Rücker      | Deutschland | 50,09    |
| 4     | Natalja Nasarowa | Russland    | 50,48    |
| 5     | Michelle Collins | USA         | 50,67    |
| 6     | Ana Guevara      | Mexiko      | 50,70    |
| 7     | Helena Fuchsová  | Tschechien  | 50,84    |
| 8     | Suziann Reid     | USA         | 50,90    |

### Halbfinallauf 2

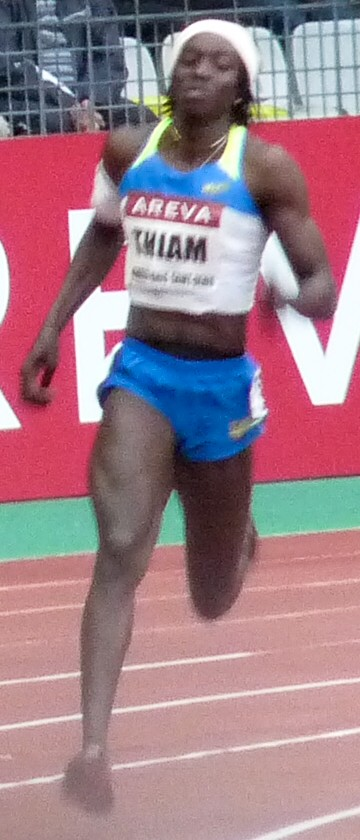
Amy Mbacké Thiam scheiterte im Halbfinale mit senegalesischem Rekord von 50,77 s – in den kommenden Jahren wuchs sie in die Weltspitze hinein

24. August 1999, 20:12 Uhr
| Platz | Name                  | Nation         | Zeit (s) |
| ----- | --------------------- | -------------- | -------- |
| 1     | Cathy Freeman         | Australien     | 49,76    |
| 2     | Grit Breuer           | Deutschland    | 50,16    |
| 3     | Katharine Merry       | Großbritannien | 50,21    |
| 4     | Olga Kotljarowa       | Russland       | 50,32    |
| 5     | Olabisi Afolabi       | Nigeria        | 50,40    |
| 6     | Charity Opara         | Nigeria        | 50,52    |
| 7     | Amy Mbacké Thiam      | Senegal        | 50,77 NR |
| 8     | Maicel Malone-Wallace | USA            | 50,93    |

## Finale

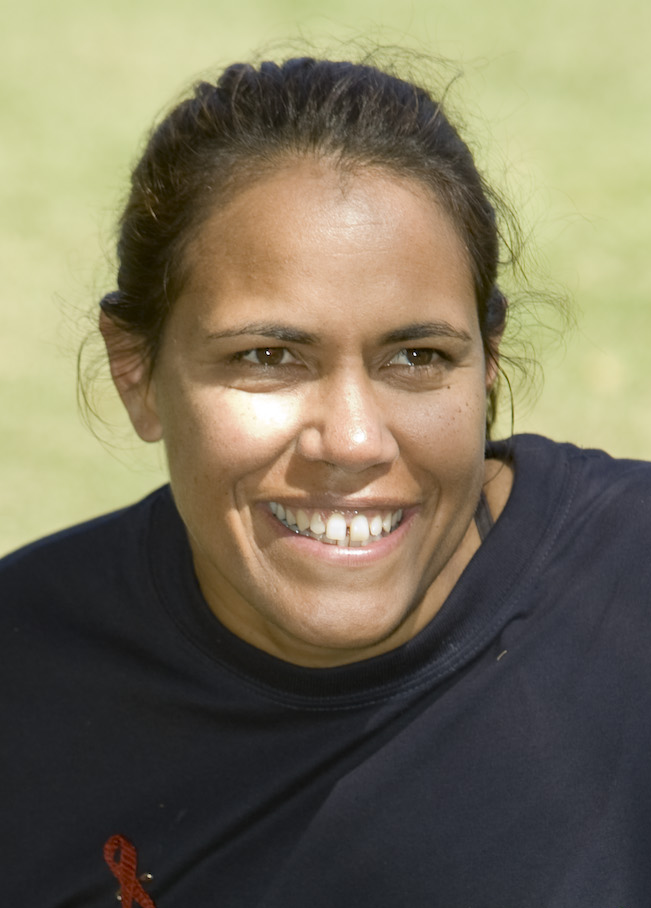
Cathy Freeman, 1996 Olympiazweite, wurde Weltmeisterin wie schon zwei Jahre zuvor

26. August 1999, 20:30 Uhr
| Platz | Name             | Nation         | Zeit (s) |
| ----- | ---------------- | -------------- | -------- |
| 1     | Cathy Freeman    | Australien     | 49,67    |
| 2     | Anja Rücker      | Deutschland    | 49,74    |
| 3     | Lorraine Graham  | Jamaika        | 49,92    |
| 4     | Falilat Ogunkoya | Nigeria        | 50,03    |
| 5     | Katharine Merry  | Großbritannien | 50,52    |
| 6     | Natalja Nasarowa | Russland       | 50,61    |
| 7     | Grit Breuer      | Deutschland    | 50,67    |
| 8     | Olga Kotljarowa  | Russland       | 50,72    |

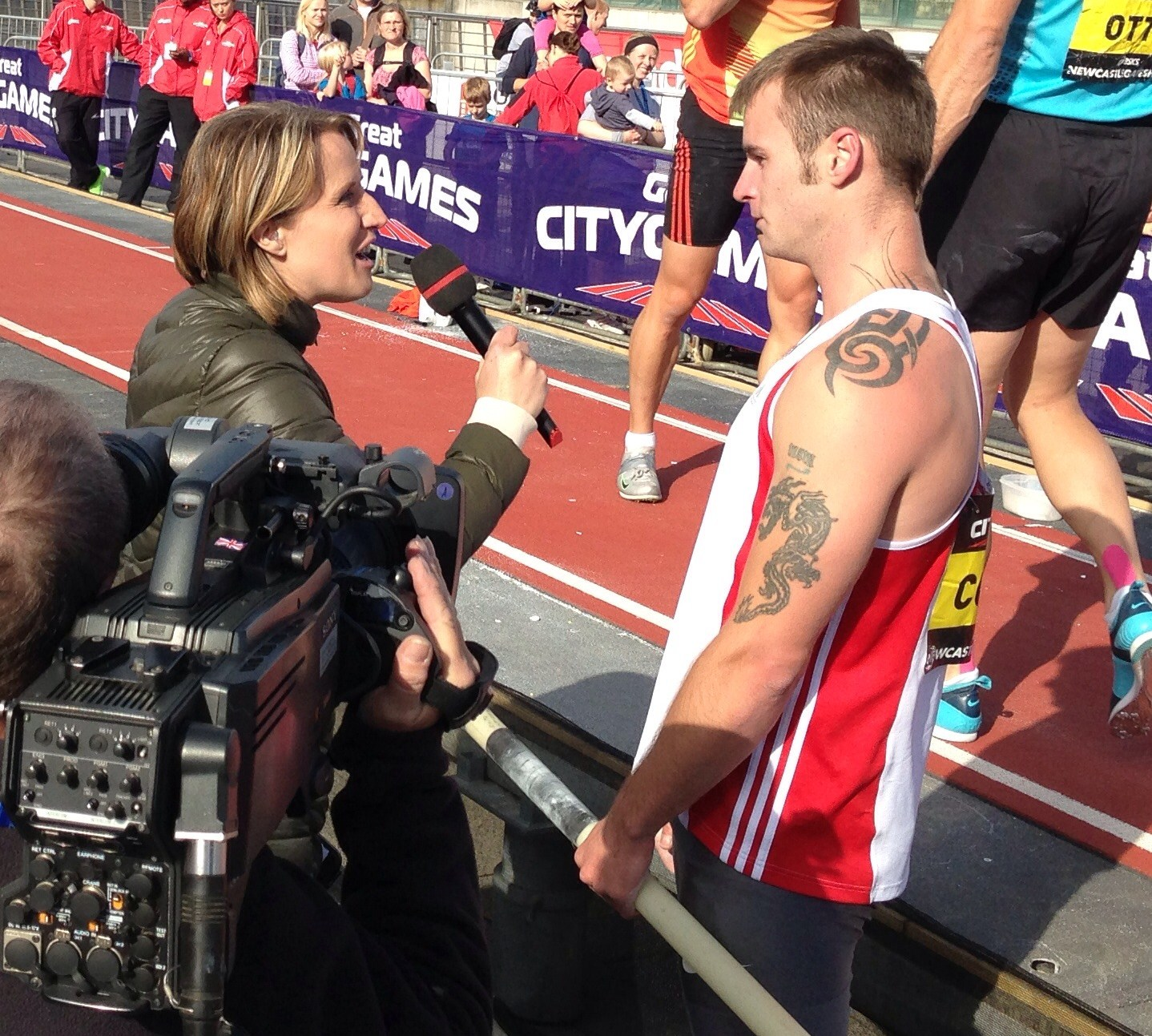
Katharine Merry (hier als Interviewerin im Jahr 2013) belegte Rang fünf
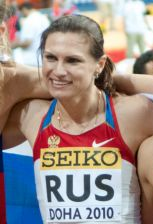
Die sechstplatzierte Natalja Nasarowa
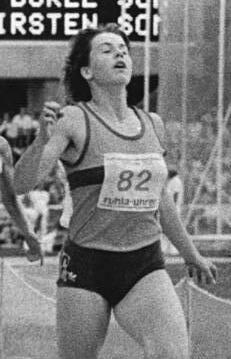
Mitfavoritin Grit Breuer (hier bei den DDR-Meisterschaften 1989) kam auf den siebten Platz

## Video
- 1999 IAAF World Athletics Championships – Women's 400 m Final, Video veröffentlicht am 19. April 2011 auf youtube.com, abgerufen am 22. Juli 2020